# Eugen Freiherr von Gorup-Besanez
Eugen Freiherr von Gorup-Besanez (Graz, 15 de janeiro de 1817 – Erlangen, 24 de novembro de 1878) foi um químico austro-alemão.

## Biografia
Foi educado em Graz, Viena, Pádua, Munique e Göttingen. Foi apontado professor de química em Erlangen em 1849. Sua principal publicação é o Lehrbuch der Chemie (Vol. I, 7ª Edição 1885; Vol. II, 6ª Edição 1881; Vol. III, 4ª Edição 1878), que foi traduzido em diversas línguas.
Participou do Congresso de Karlsruhe de 1860.

## Obras
- Lehrbuch der Chemie für den Unterricht auf Universitäten, technischen Lehranstalten und für das Selbststudium :
  - 1. Lehrbuch der anorganischen Chemie. 2., verm. Aufl. 1863 Digital edition by the University and State Library Düsseldorf
  - 1. Lehrbuch der anorganischen Chemie. 3., mit bes. Berücks. d. neueren Theorien vollst. umgearb. u. verb. Aufl. 1868 Digital edition by the University and State Library Düsseldorf
  - 1. Lehrbuch der anorganischen Chemie für den Unterricht auf Universitäten, technischen Lehranstalten und für das Selbststudium. 4., mit bes. Berücks. d. neueren Theorien bearb. u. verb. Aufl. 1871 Digital edition by the University and State Library Düsseldorf
  - 2. Lehrbuch der organischen Chemie für den Unterricht auf Universitäten, technischen Lehranstalten und für das Selbststudium. 1862 Digital edition by the University and State Library Düsseldorf
  - 2. Lehrbuch der organischen Chemie für den Unterricht auf Universitäten, technischen Lehranstalten und für das Selbststudium. 3. umg. Aufl. 1868 Digital edition by the University and State Library Düsseldorf
  - 2. Lehrbuch der organischen Chemie für den Unterricht auf Universitäten, technischen Lehranstalten und für das Selbststudium. 4., mit bes. Berücks. d. neueren Theorien bearb. u. verb. Aufl. 1873 Digital edition by the University and State Library Düsseldorf
  - 3. Lehrbuch der physiologischen Chemie. 2. Aufl. 1867 Digital edition by the University and State Library Düsseldorf